# Madivarufinolhu
Madivarufinolhu est une petite île inhabitée des Maldives. C'est un banc de sable maintenant quasi-disparu.

## Géographie
Madivarufinolhu est située dans le centre des Maldives, au Sud-est de l'atoll Rasdu, dans la subdivision de Alif Alif. 